# Volachlamys fultoni
Volachlamys fultoni is een tweekleppigensoort uit de familie van de Pectinidae. De wetenschappelijke naam van de soort is voor het eerst geldig gepubliceerd in 1904 door Sowerby III.